# أكشن 52
أكشن 52 (بالإنجليزية: Action 52)‏، هي لعبة فيديو أمريكية، من تطوير فارسايت ستوديوز وأكتڤ إنتربرايس، صدرت اللعبة في الأسواق سنة 1991، وتعمل لمنصتي نينتندو إنترتينمنت سيستم وسيڠا جينسس، حيث تحتوي على 52 لعبة، لكل منها تبدأ بمستويات الصعوبة من الأسهل للأصعب.